# Piggs Peak (inkhundla)
Piggs Peak (lub Pigg’s Peak) – inkhundla w Dystrykcie Hhohho w Królestwie Eswatini. Według spisu powszechnego ludności z 2007 r. zamieszkiwało go 17 359 mieszkańców. Inkhundla dzieli się na sześć imiphakatsi: Bulembu, Ekwakheni, Enginamadolo, Ensangwini, Kamkhweli, Luhhumaneni.